# Koffie (Coffea)
Koffie (Coffea) is een geslacht van houtige planten. Veruit de meeste soorten (60) zijn beschreven van Madagaskar of (4) de eilanden in dat deel van de Indische Oceaan. Daarnaast komt een grote groep (47) van nature voor in tropisch Afrika, met het zwaartepunt in Ethiopië. Een kleinere groep (13) komt voor in tropisch Zuidoost-Azië. Alle soorten zijn houtige planten en kunnen afhankelijk van de soort kruipend, struikvormig, boomvormig of liaanvormig zijn.
De bloemen staan in groepjes van 2 tot 20 bij elkaar in de bladoksels. De tweeslachtige bloemen zijn vier- tot negentallig en hebben vaak vijf witte, buisvormig vergroeide kroonbladen.
De vrucht van de koffieplant is een steenvrucht. Elke vrucht bevat een pit met daarin de koffiebonen. Doordat de zaden bij het rijpen tegen elkaar aandrukken ontstaat de karakteristieke vorm. De gedroogde en gebrande zaden van de plant dienen als basis voor koffie, een stimulerende, cafeïnehoudende drank. Tegenwoordig komen de meeste koffiebonen uit Zuid-Amerika. Brazilië was in 2020 verantwoordelijk voor 38% van de wereldwijde productie.

## Soorten
In het geslacht Coffea worden 124 soorten onderscheiden, waarvan de meest geteelde C. arabica, C. canephora en C. liberica zijn.
- Coffea abbayesii - J.-F.Leroy - Madagaskar
- Coffea affinis - De Wild. - Centraal Afrika
- Coffea alleizettii - Dubard - Madagaskar
- Coffea ambanjensis - J.-F.Leroy - Madagaskar
- Coffea ambongensis - J.-F.Leroy ex A.P.Davis & Rakotonas. - Madagaskar
- Coffea andrambovatensis - J.-F.Leroy - Madagaskar
- Coffea ankaranensis - J.-F.Leroy ex A.P.Davis & Rakotonas. - Madagaskar
- Coffea anthonyi - Stoff. & F.Anthony - Kameroen tot Congo-Brazzaville
- Coffea arabica - L.
- Coffea arenesiana - J.-F.Leroy - Madagaskar
- Coffea augagneurii - Dubard - Madagaskar
- Coffea bakossii - Cheek & Bridson - Kameroen
- Coffea benghalensis - B.Heyne ex Schult. - Nepal tot Indochina
- Coffea bertrandii - A.Chev. - Madagaskar
- Coffea betamponensis - Portères & J.-F.Leroy - Madagaskar
- Coffea bissetiae - A.P.Davis & Rakotonas. - Madagaskar
- Coffea boinensis - A.P.Davis & Rakotonas. - Madagaskar
- Coffea boiviniana - (Baill.) Drake - Madagaskar
- Coffea bonnieri - Dubard - Madagaskar
- Coffea brassii - (J.-F.Leroy) A.P.Davis - Nieuw-Guinea tot Queensland
- Coffea brevipes - Hiern - Centraal-Afrika
- Coffea bridsoniae - A.P.Davis & Mvungi - Tanzania
- Coffea buxifolia - A.Chev. - Madagaskar
- Coffea canephora - Pierre ex A.Froehner
  - = C. robusta - L.Linden
- Coffea carrissoi - A.Chev. - Angola
- Coffea charrieriana - Stoff. & F.Anthony - Kameroen
- Coffea cochinchinensis - Pierre ex Pit. - Cambodja tot Vietnam
- Coffea commersoniana - (Baill.) A.Chev. - Madagaskar
- Coffea congensis - A.Froehner - Centraal-Afrika
- Coffea costatifructa - Bridson - Tanzania
- Coffea coursiana - J.-F.Leroy - Madagaskar
- Coffea dactylifera - Robbr. & Stoff. - Congo-Kinshasa
- Coffea decaryana - J.-F.Leroy - Madagaskar
- Coffea dubardii - Jum. - Madagaskar
- Coffea ebracteolata - (Hiern) Brenan - Centraal-Afrika tot Kameroen
- Coffea eugenioides - S.Moore - Zuid-Soedan tot Oost-Afrika
- Coffea fadenii - Bridson - Kenia, Tanzania
- Coffea farafanganensis - J.-F.Leroy - Madagaskar
- Coffea floresiana - Boerl. - Kleine Soenda-eilanden
- Coffea fotsoana - Stoff. & Sonké - Kameroen
- Coffea fragilis - J.-F.Leroy - Madagaskar
- Coffea fragrans - Wall. ex Hook.f. - India tot Myanmar
- Coffea gallienii - Dubard - Madagaskar
- Coffea grevei - Drake ex A.Chev. - Madagaskar
- Coffea heimii - J.-F.Leroy - Madagaskar
- Coffea homollei - J.-F.Leroy - Madagaskar
- Coffea horsfieldiana - Miq. - Java
- Coffea humbertii - J.-F.Leroy - Madagaskar
- Coffea humblotiana - Baill. - Comoren
- Coffea humilis - A.Chev. - Sierra Leone tot Ivoorkust
- Coffea jumellei - J.-F.Leroy - Madagaskar
- Coffea kapakata - (A.Chev.) Bridson - Congo-Brazzaville, Angola
- Coffea kianjavatensis - J.-F.Leroy - Madagaskar
- Coffea kihansiensis - A.P.Davis & Mvungi - Tanzania
- Coffea kimbozensis - Bridson - Tanzania
- Coffea kivuensis - Lebrun - Congo-Kinshassa
- Coffea labatii - A.P.Davis & Rakotonas. - Madagaskar
- Coffea lancifolia - A.Chev. - Madagaskar
- Coffea lebruniana - Germ. & Kesler - Centraal-Afrika
- Coffea leonimontana - Stoff. - Kameroen
- Coffea leroyi - A.P.Davis - Madagaskar
- Coffea liaudii - J.-F.Leroy ex A.P.Davis - Madagaskar
- Coffea liberica - W.Bull
- Coffea ligustroides - S.Moore - Zimbabwe
- Coffea littoralis - A.P.Davis & Rakotonas. - Madagaskar
- Coffea lulandoensis - Bridson - Tanzania
- Coffea mabesae - (Elmer) J.-F.Leroy - Maleisië tot Queensland
- Coffea macrocarpa - A.Rich. - Mauritius
- Coffea madurensis - Teijsm. & Binn. ex Koord. - Java (Madura)
- Coffea magnistipula - Stoff. & Robbr. - Kameroen tot West-Gabon
- Coffea malabarica - (Sivar., Biju & P.Mathew) A.P.Davis - India
- Coffea mangoroensis - Portères - Madagaskar
- Coffea mannii - (Hook.f.) A.P.Davis - Centraal-Afrika
- Coffea manombensis - A.P.Davis - Madagaskar
- Coffea mapiana - Sonké, Nguembou & A.P.Davis - Kameroen
- Coffea mauritiana - Lam. - Mauritius, Réunion
- Coffea mayombensis - A.Chev. - Nigeria tot Centraal-Afrika
- Coffea mcphersonii - A.P.Davis & Rakotonas. - Madagaskar
- Coffea melanocarpa - Welw. ex Hiern - Cabinda tot Angola
- Coffea merguensis - Ridl. - Indochina
- Coffea millotii - J.-F.Leroy - Madagaskar
- Coffea minutiflora - A.P.Davis & Rakotonas. - Madagaskar
- Coffea mogenetii - Dubard - Madagaskar
- Coffea mongensis - Bridson - Tanzania
- Coffea montekupensis - Stoff. - Kameroen
- Coffea montis-sacri - A.P.Davis - Madagaskar
- Coffea moratii - J.-F.Leroy ex A.P.Davis & Rakotonas. - Madagaskar
- Coffea mufindiensis - Hutch. ex Bridson - Tanzania tot Zuidelijk Afrika
- Coffea myrtifolia - (A.Rich. ex DC.) J.-F.Leroy - Mauritius
- Coffea namorokensis - A.P.Davis & Rakotonas. - Madagaskar
- Coffea neobridsoniae - A.P.Davis - India
- Coffea neoleroyi - A.P.Davis - Ethiopië tot Oeganda
- Coffea perrieri - Drake ex Jum. & H.Perrier - Madagaskar
- Coffea pervilleana - (Baill.) Drake - Madagaskar
- Coffea pocsii - Bridson - Tanzania
- Coffea pseudozanguebariae - Bridson - Kenia, Tanzania
- Coffea pterocarpa - A.P.Davis & Rakotonas. - Madagaskar
- Coffea racemosa - Lour. - Zimbabwe tot KwaZoeloe-Natal, Verspreide Eilanden in de Indische Oceaan
- Coffea rakotonasoloi - A.P.Davis - Madagaskar
- Coffea ratsimamangae - J.-F.Leroy ex A.P.Davis & Rakotonas. - Madagaskar
- Coffea resinosa - (Hook.f.) Radlk. - Madagaskar
- Coffea rhamnifolia - (Chiov.) Bridson - Somalië, Kenia
- Coffea richardii - J.-F.Leroy - Madagaskar
- Coffea sahafaryensis - J.-F.Leroy - Madagaskar
- Coffea sakarahae - J.-F.Leroy - Madagaskar
- Coffea salvatrix - Swynn. & Philipson - Tanzania tot Zuidelijk-Afrika
- Coffea sambavensis - J.-F.Leroy ex A.P.Davis & Rakotonas. - Madagaskar
- Coffea sapinii - (De Wild.) A.P.Davis - Congo-Kinshassa
- Coffea schliebenii - Bridson - Tanzania tot Mozambique
- Coffea semsei - (Bridson) A.P.Davis - Tanzania
- Coffea sessiliflora - Bridson - Kenia tot Tanzania
- Coffea stenophylla - G.Don - West-Afrika
- Coffea tetragona - Jum. & H.Perrier - Madagaskar
- Coffea togoensis - A.Chev. - Ghana tot Togo
- Coffea toshii - A.P.Davis & Rakotonas. - Madagaskar
- Coffea travancorensis - Wight & Arn. - India, Sri Lanka
- Coffea tricalysioides - J.-F.Leroy - Madagaskar
- Coffea tsirananae - J.-F.Leroy - Madagaskar
- Coffea vatovavyensis - J.-F.Leroy - Madagaskar
- Coffea vavateninensis - J.-F.Leroy - Madagaskar
- Coffea vianneyi - J.-F.Leroy - Madagaskar
- Coffea vohemarensis - A.P.Davis & Rakotonas. - Madagaskar
- Coffea wightiana - Wall. ex Wight & Arn. - India, Sri Lanka
- Coffea zanguebariae - Lour. - Tanzania tot Mozambique

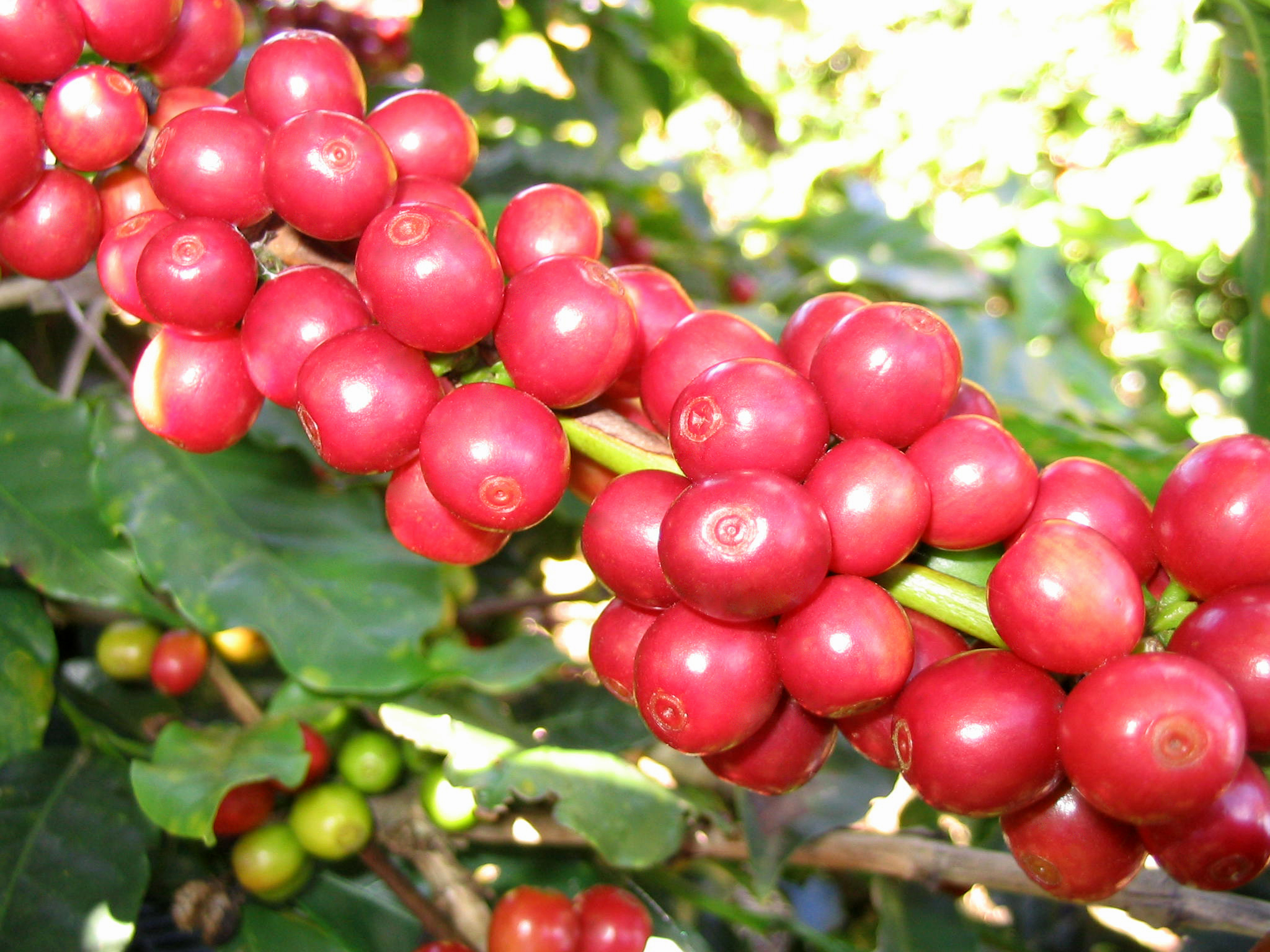
Koffieplant (Arabica-koffie) met rijpe bessen in Brazilië
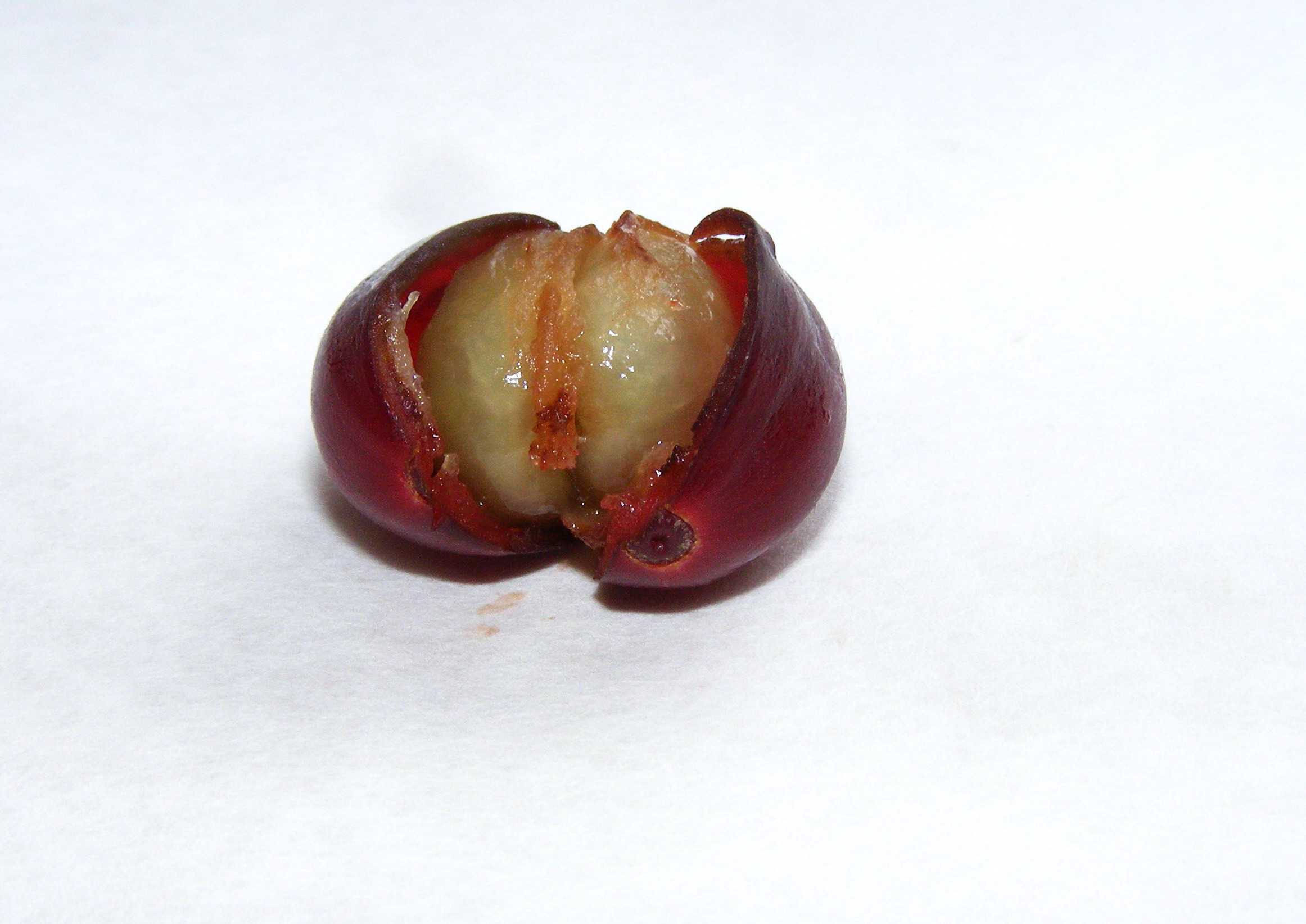
Koffiebes